# Forbidden Door (2023)
L'édition 2023 de Forbidden Dooor est un Pay-per-view de catch (lutte professionnelle) produit conjointement par les promotions américaine, All Elite Wrestling et japonaise, New Japan Pro-Wrestling. L'événement a eu lieu le 25 juin 2023 au Scotiabank Arena à Toronto (Ontario), au Canada. Il s'agit de la seconde édition de Forbidden Door.

## Production
Le 4 février 2021, les compagnies de catch américaine et japonaise, All Elite Wrestling et New Japan Pro-Wrestling, décident de créer une relation collaborative.
Le 18 avril 2022, des rumeurs circulent qu'un événement organisé conjointement par les deux compagnies soit en cours de préparation. Deux jours plus tard à AEW Dynamite, le président de l'AEW, Tony Khan, présente le président de la NJPW, Takami Ohbari, et allait faire une annonce importante qui concerne les deux structures, mais Adam Cole, le catcheur de la compagnie américaine, annonce officiellement un PPV collaboratif des deux compagnies, Forbidden Door.

## Contexte
Les spectacles de la All Elite Wrestling (AEW) et de la  New Japan Pro-Wrestling (NJPW) sont constitués de matchs aux résultats prédéterminés par les scénaristes des deux compagnies. Ces rencontres sont justifiées par des storylines – une rivalité entre catcheurs, la plupart du temps – ou par des qualifications survenues dans les shows de la AEW et de la NJPW. Tous les catcheurs possèdent un gimmick, c'est-à-dire qu'ils incarnent un personnage gentil (Face) ou méchant (Heel), qui évolue au fil des rencontres. Un événement comme Forbidden Door est donc un événement tournant pour les différentes storylines en cours,.

## Tableau des matchs
| Ordre par numéros | Résultat | Stipulation(s)                                                   | Temps |
| --- | --- | ---------------------------------------------------------------- | ----- |
| 1P | Mogul Embassy (Brian Cage, Swerve Strickland, Toa Liona et Bishop Kaun) (avec Prince Nana) bat Chaos (Rocky Romero, Chuck Taylor et Trent Beretta) et El Desperado                                     | 8-Man Tag Team match                                             | 12:30 |
| 2P | Athena bat Billie Starkz | Match simple - Premier tour du tournoi Owen Hart Cup féminin     | 7:50  |
| 3P | El Phantasmo bat Stu Grayson (avec The Righteous (Vincent et Dutch)) | Match simple                                                     | 7:15  |
| 4P | Los Ingobernables de Japon (Shingo Takagi, Bushi et Hiromu Takahashi) battent United Empire (Jeff Cobb, Kyle Fletcher et TJP)                                                                          | Trios match                                                      | 7:30  |
| 5 | MJF (c) bat Hiroshi Tanahashi | Match simple pour le AEW World Championship                      | 15:30 |
| 6 | CM Punk bat Satoshi Kojima | Match simple - Premier tour du tournoi Owen Hart Cup msculin     | 13:40 |
| 7 | Orange Cassidy (c) bat Katsuyori Shibata, Daniel Garcia et Zack Sabre Jr. | 4-way match pour le AEW International Championship               | 11:15 |
| 8 | Sanada (c) bat "Jungle Boy" Jack Perry (avec HOOK) | Match simple pour le IWGP World Heavyweight Championship         | 10:45 |
| 9 | The Elite ("Hangman" Adam Page et The Young Bucks), Eddie Kingston et Tomohiro Ishii battent Blackpool Combat Club (Jon Moxley, Wheeler Yuta et Claudio Castagnoli), Konosuke Takeshita et Shota Umino | 10-Man Tag Team match                                            | 21:25 |
| 10 | Toni Storm (c) (avec Saraya et Ruby Soho) bat Willow Nightingale | Match simple pour le AEW Women's World Championship              | 10:30 |
| 11 | Will Ospreay (avec Don Callis) bat Kenny Omega (c) | Match simple pour le IWGP United States Heavyweight Championship | 39:45 |
| 12 | Sting, Darby Allin et Tetsuya Naitō battent Suzuki Gods (Chris Jericho, Sammy Guevara et Minoru Suzuki)                                                                                                | Trios match                                                      | 15:10 |
| 13 | Bryan Danielson bat Kazuchika Okada par soumission | Match simple                                                     | 27:40 |
| La lettre C placée entre parenthèses désigne la personne ou l’équipe championne en titre. P – indique que le match a eu lieu lors du pré-show | |                                                                  |       |